# Fnord
Fnord é a representação tipográfica para desinformação ou informação irrelevante induzindo ao erro, o que implica uma conspiração.
A palavra foi cunhada como um termo sem sentido (nonsense) com um tom de religiosidade no Principia Discordia, livro escrito por Kern Thornley e Greg Hill, mas foi popularizado pela Trilogia de livros The Illuminatus! por Robert Shea e Robert Anton Wilson. Nesse romance, a interjeição "fnord" tem um poder hipnótico sobre os desesclarecidos. Os Illuminati programam crianças, quando ainda no jardim de infância, para serem incapazes de ver conscientemente a palavra "fnord". Pelo resto de suas vidas, cada aparição da palavra gera subconscientemente um sentimento de dificuldade e confusão e previne uma consideração racional do assunto.
Na obra de Shea/Wilson, fnords são espalhados liberalmente nos textos de jornais e revistas, causando medo e ansiedade sobre os eventos da atualidade. Entretanto, não existem fnords nas propagandas, encorajando uma sociedade consumista.
Está implícito nos livros que fnord não é de fato a palavra real usada para essa tarefa, mas uma mera substituta, pois muitos leitores seriam incapazes de ver a palavra verdadeira.
Ver fnords significa estar inafetado pelo tal poder hipnótico da palavra ou, mais abertamente, de outras palavras conflitantes.